# エポキシ樹脂

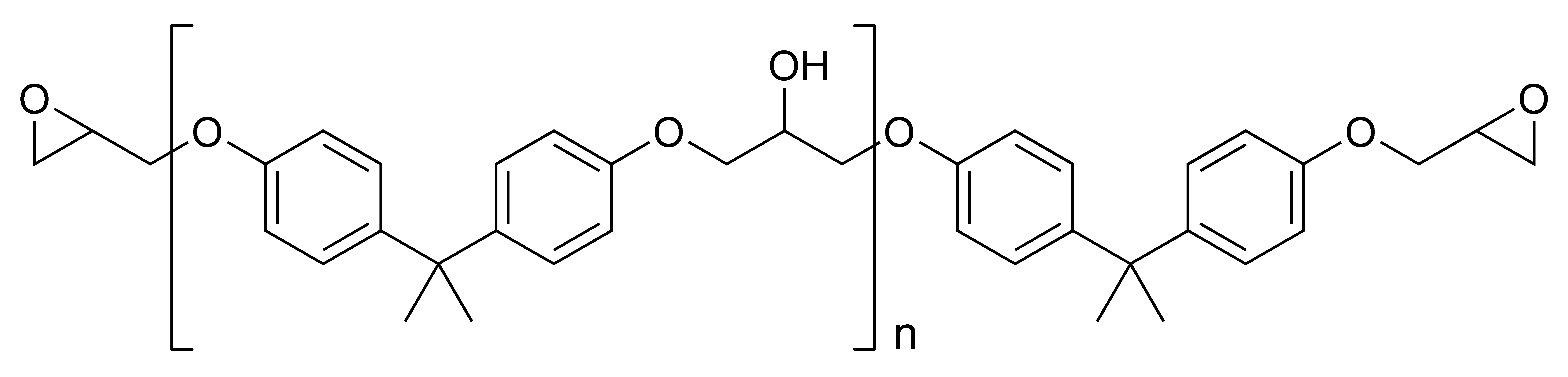
プレポリマーの例

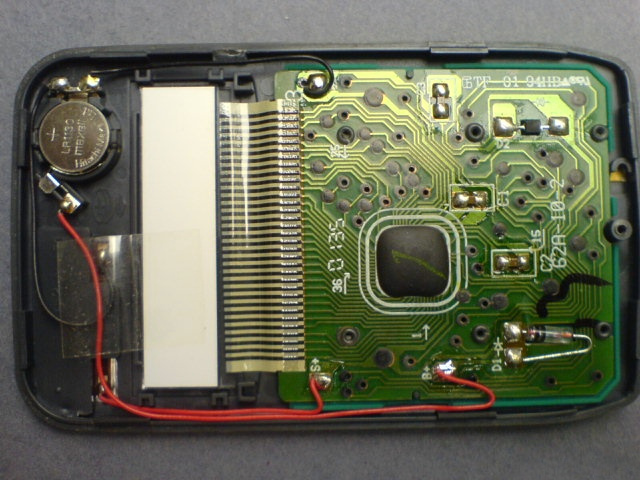
電卓の内部。中央のチップがエポキシ樹脂でコーティングされている。

エポキシ樹脂（エポキシじゅし、英: epoxy resin）とは、高分子内に残存させたエポキシ基で架橋ネットワーク化させることで硬化させることが可能な熱硬化性樹脂の総称である。架橋ネットワーク化前のプレポリマーと硬化剤を混合して熱硬化処理を行うと製品として完成するが、プレポリマーも製品化した樹脂も両者ともエポキシ樹脂と呼ばれる。

## 概要
プレポリマーの組成は種々のものがあるが、最も代表的なものはビスフェノールAとエピクロロヒドリンの共重合体である。また硬化剤としては種々のポリアミンや酸無水物が使用される。
プレポリマーの組成と硬化剤の種類との組み合わせで物性が多様に変化するので、エンジニアリングプラスチックとして利用される。特に寸法安定性や耐水性・耐薬品性および電気絶縁性が高いことから、電子回路の基板やICパッケージの封入剤として汎用されている。また、接着剤、塗料、積層剤としても利用される。これらの多くは2液型で混合して使用する。
一般的に他の接着剤と比べて高価であるが、欧米では高い強度と意匠性の良さを得られることから、テーブル等の家具やエレキギター・ベース等の楽器、ヨット等の船舶の補修などに、大量に使用される。
一般に、ビスフェノールF（BisF）よりもビスフェノールA（BisA）の方が伸度を向上させることができる。

## エポキシ樹脂の靭性向上手法
エポキシ樹脂の靭性向上手法には、一般的に以下の2つの手法がある。
エポキシ樹脂または硬化剤の骨格の改良
剛直な骨格や分子鎖を導入する。ただし、剛直にするだけでは靭性が逆に低下することがあるので、同時に架橋密度を低下させる必要がある。しかし、架橋密度低下により破壊靭性値は向上するが、Ｔgが低下する傾向にある。あるいは柔軟鎖を導入し、弾性率低下（内部応力低下）を誘発し、靭性を向上させる。
エポキシ樹脂へ改質剤を添加する
従来使用されている樹脂系に対して柔軟鎖を持つポリマー（ゴム、エラストマー）を添加することで、内部応力低下させて靭性を向上させる。あるいは、強靭な熱可塑性ポリマー（エンジニアプラスチック）を添加することで、樹脂がさまざまなモルホルジーを形成し、キャビテーション効果によって靭性が向上することがある。